# Келес (река)
Келес (на казахски: Келес; на узбекски: Keles/Келес; на руски: Келес) е река в Южен Казахстан (Туркестанска област) и частично (около 15 km) по границата с Узбекистан, десен приток на Сърдаря. Дължина 241 km. Площ на водосборния басейн 3310 km².
Река Келес се образува от сливането на реките Каржансай (лява съставяща) и Къзълатасай (дясна съставяща), водещи началото си от западните склонове на хребета Каржантау (крайната западна част на планината Тяншан), до село Синтас, на 686 m н.в. По цялото си протежение тече в югозападна посока в широка долина. Северно от столицата на Узбекистан град Ташкент, на протежение около 15 km служи за граница между Казахстан и Узбекистан, след което отново се завръща на казахстанска територия. Влива се отдясно в река Сърдаря, в „опашката“ на Чардаринското водохранилище, на 252 m н.в. Основен приток Мигалисай (ляв). Има предимно снежно подхранване. Среден годишен отток в устието 6,5 m³/sec. В долното течение голяма част от водите ѝ се използват за напояване. Чрез изграден напоителен канал се подхранва с води от близката река Чирчик. На река Келес в Туркестанска област на Казахстан са разположени град Саръагач и районния център село Казъгурт.

## Топографска карта
- К-42-В М 1:500000[2]
- К-42-Г М 1:500000[3]